# سن جي
سن جي (بالصينية: 孙捷) (9 فبراير 1991 في الصين - ) هو لاعب كرة قدم صيني في مركز الدفاع. شارك مع منتخب الصين تحت 20 سنة لكرة القدم. أما مع النوادي، فقد لعب مع نادي تشانغتشون ياتاي.

## وصلات خارجية
- سن جي على موقع قاعدة بيانات كرة القدم.إي يو (الإنجليزية)
- سن جي على موقع Soccerway.com (الإنجليزية)